# Al-Masmija al-Kabira
Al-Masmija al-Kabira (arab. المسمية الكبيرة) – nieistniejąca już arabska wieś, która była położona w Dystrykcie Gazy w Mandacie Palestyny. Wieś została wyludniona i zniszczona podczas I wojny izraelsko-arabskiej, po ataku Sił Obronnych Izraela w dniu 9 lipca 1948.

## Położenie
Al-Masmija al-Kabira leżała na równinie nadmorskiej. Według danych z 1945 do wsi należały ziemie o powierzchni 20 687 ha. We wsi mieszkało wówczas 2 520 osób.
| własność gruntów | powierzchnia gruntów (hektary) |
| ---------------- | ------------------------------ |
| Arabowie         | 19 850                         |
| Żydzi            | 229                            |
| publiczne        | 608                            |
| Razem            | 20 687                         |

| Rodzaj użytkowanych gruntów | Arabowie (hektary) | Żydzi (hektary) |
| --------------------------- | ------------------ | --------------- |
| drzewa cytrusowe            | 1 005              | 0               |
| uprawy nawadniane           | 597                | 0               |
| uprawy zbóż                 | 18 086             | 229             |
| nieużytki                   | 635                | 0               |
| zabudowane                  | 135                | 0               |

## Historia
W 1596 al-Masmija al-Kabira była niewielką wsią o populacji liczącej 385 osób. Mieszkańcy utrzymywali się z upraw pszenicy i jęczmienia, oraz hodowli kóz i produkcji miodu.
W okresie panowania Brytyjczyków al-Masmija al-Kabira rozwijała się jako duża wieś z dwoma meczetami. W 1922 wybudowano szkołę dla chłopców, do której w 1947 uczęszczało 307 uczniów. W 1944 wybudowano także szkołę dla dziewcząt, do której w 1947 uczęszczało 39 uczennic. Poza tym we wsi znajdowała się klinika medyczna oraz stacja benzynowa. W jej pobliżu znajdowała się brytyjska baza wojskowa.
Podczas I wojny izraelsko-arabskiej w nocy z 8 na 9 lipca 1948 Siły Obronne Izraela rozpoczęły operację An-Far, podczas której al-Masmija al-Kabira została zajęta i całkowicie wysiedlona

## Miejsce obecnie
Rejon wioski zajmują obecnie obiekty administracyjne Samorząd Regionu Be’er Towijja, natomiast pola uprawne zajęły moszawy Bene Re’em, Chacaw i Jinnon
Palestyński historyk Walid Chalidi, tak opisał pozostałości wioski al-Masmija al-Kabira: „Istnieje kilka domów wsi oraz dwie szkoły. Szkoła dla dziewcząt jest opuszczona, natomiast szkoła dla chłopców została przekształcona w obiekt izraelskiej armii. Niektóre domy są zamieszkałe, a inne zostały zamienione na magazyny. Jeden dom służy jako sklep, w którym sprzedawane są soki. Wszystkie są wykonane z prostych betonowych elementów architektonicznych, z płaskimi dachami i prostokątnymi oknami oraz drzwiami... Izraelska stacja benzynowa znajduje się w tym samym miejscu, gdzie była stacja benzynowa wioski, (niegdyś własność Hasana Abd al-Aziza i Nimra Muhanna). Tereny sąsiednie są uprawiane przez izraelskich rolników”.